# Степфордські дружини (роман)
«Степфордські дружини» (англ. The Stepford Wives) —  фантастичний роман відомого письменника Айри Левіна, написаний у 1972 році.

## Сюжет
Степфорд - невелике містечко, яке має одну дивну особливість - там жінки з ранку до вечора займаються домашнім господарством і дітьми, завжди гарно виглядають і слухаються своїх чоловіків. При цьому у них немає ніяких інтересів у житті, немає спілкування з друзями і  вони не бажають розвиватись. Туди переїжджає з чоловіком і дітьми головна героїня роману, Джоанна, що стоїть за рівноправність статей, бажає брати активну участь у суспільному житті і займатися своїм хобі - фото. Поступово Джоанна починає помічати, що з цим містом щось недобре, вона зауважує, що Степфордські дружини поводяться якось неприродньо,  і замислюється про те, хто їх так змінив. Степфордські дружини більше схожі на роботів, завчено твердять про необхідність бути хорошими господинями. Вони навіть продукти у візок складають за якоюсь вивіреною системою. Тільки нова подруга Джоани - Боббі поділяє її погляди, і знайомить її з іще однією дамою, яка не одержима домашнім господарством і відкрито заявляє, що їй набрид чоловік. І раптом, після вікенду, проведеного наодинці з чоловіком, ця дама разюче змінюється – вона говорить про любов до чоловіка, відчайдушно начищає свій будинок і відмовляється від спілкування з подругами. Ця метаморфоза спантеличує Боббі і Джоанну, і вони починають власне розслідування. 
Адже поки дружини проводять дні і вечори біля плити, доводячи умови побуту до досконалості, чоловіки Степфорда щовечора проводять в таємничій Чоловічий Асоціації. Яким же було здивування Джоани, коли зі старих газет вона дізналася, що раніше в Степфорді була Жіноча Асоціація, а велика частина місцевих домогосподарок були її активістками з феміністичними поглядами. Коли ж, нарешті, зміни зачіпають і Боббі, яка поступово стаэ стриманою і витонченою леді, Джоанна вирішує, що потрібно терміново переїжджати з Степфорда, поки вона сама не змінилася до невпізнання.

## Екранізації
Роман двічі екранізувався в Голлівуді — перша версія Степфордські дружини (фільм, 1975) вийшла у 1975 році, а у 2004 році була знята комедійна версія Степфордські дружини (фільм, 2004) з Ніколь Кідман у головній ролі.
Крім того, успіх книги і екранізації 1975 року, породив 3 теле - і видеопродолжения, сюжет яких ґрунтувався на ідеї оригінального роману:
- Помста степфордских дружин[en] (1980) — перше продовження фільму 1975 року.
- Діти Степфорда[en] (1987) — друге продовження картини 1975 року.
- Степфордські чоловіки[en] (1996) — третє продовження картини 1975 року.

## Фразеологізм
Термін „Степфордські дружини“ (англ. Stepford wives) стало в англомовному світі синонімом ідеальної, завжди добре загартованої, покірної жінки, яка прагне стати ідеальною домогосподаркою, ставлячи інтереси сім'ї вище своїх. 